# Kåtamyrans naturreservat
Kåtamyrans naturreservat är ett naturreservat i Arvidsjaurs kommun i Norrbottens län.
Området är naturskyddat sedan 2019 och är 1,3 kvadratkilometer stort. Reservatet ligger nordost om Sandforsdammen och  består av vårmarker och gammal gran- och tallskog.